# Karoline von Perin-Gradenstein
Pour les articles homonymes, voir Perin.
Karoline von Perin-Gradenstein, née von Pasqualati le 12 février 1806 à Vienne (empire autrichien) et morte le 10 décembre 1888 à Vienne, est une révolutionnaire autrichienne et suffragette. Durant la révolution autrichienne de 1848, elle est présidente de la Wiener Demokratischer Frauenverein (en) (Association des femmes démocrates viennoises).

## Biographie

### Jeunesse
Karoline von Perin-Gradenstein est née dans une famille aristocrate aisée. Sa mère, Rosalia, est  née Sölenwanger. Son père, Joseph Andreas von Pasqualati est pomologiste et propriétaire de Pasqualati’schen Pflanzen-Cultur-Anstalt (institut de culture végétale Pasqualati) dans la banlieue viennoise de Rossau.
Elle épouse Christian Freiherr von Perin-Gradenstein, secrétaire de la cour, en 1830. Ils ont quatre enfants dont seulement trois atteignent l'âge adulte avant la mort prématurée de son mari en 1843. Karoline von Perin-Gradenstein et ses enfants vivent ensuite dans une villa à Penzing grâce au soutien de son père. Quelques années plus tard, sur recommandation de Joseph Fischhof, elle engage le compositeur et journaliste Alfred Julius Becher (de) pour enseigner le piano à sa fille Marie. Ils deviennent ensuite amants,.

### Engagement politique et militant

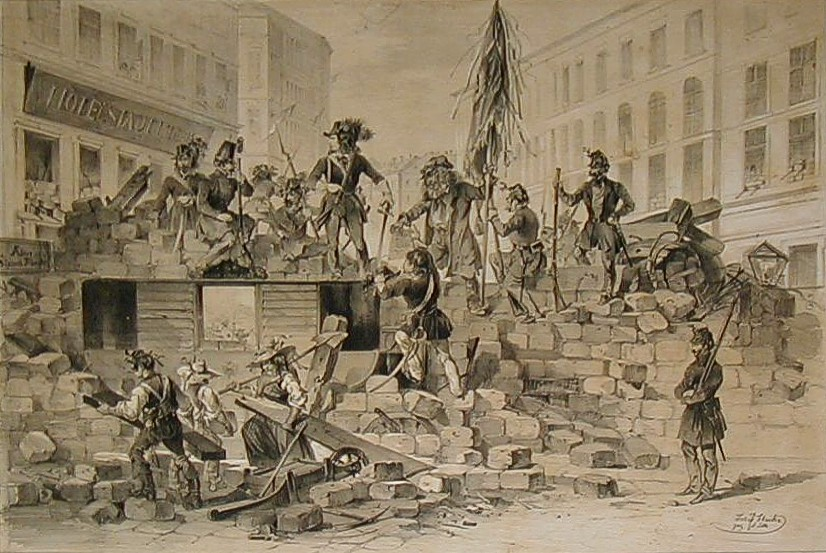
Joseph Heicke, Barricade à Vienne, 26-27 mai 1848, 1848.

Au cours des premières phases de la révolution autrichienne de 1848, von Perin-Gradenstein finance le journal de Becher Der Radikal et milite pour les droits des femmes. Elle devient ensuite présidente de la Wiener demokratische Frauenverein (Association des femmes démocrates viennoises) fondée le 28 août 1848. Cette association milite pour la parité des hommes et des femmes tout en fournissant des soins médicaux aux blessés pendant la Révolution. Ses membres assistent aux funérailles de ceux qui sont tués lors des émeutes d'août lorsque les travailleurs et les étudiants ont combattu la Nationalgarde (garde nationale) conservatrice. Lorsque les troupes gouvernementales écrasent les révolutionnaires pendant le soulèvement de Vienne en octobre 1848, von Perin-Gradenstein est arrêtée et son association dissoute le 31 octobre 1848. Becher est exécuté le 23 novembre. Elle est maltraitée en prison et est libérée 23 jours plus tard en raison de son mauvais état de santé mentale. La garde de son plus jeune fils lui est retirée. Elle émigre alors à Munich, alors capitale du Royaume de Bavière, le 17 avril 1849, une fois la permission de quitter le pays obtenue. 
En octobre 1849, elle retourne à Vienne après avoir partiellement renoncé à ses activités comme elle l'explique dans ses mémoires, Ungedruckte Aufzeichnungen (Mémoires non publiées). Elle y crée une agence pour demandeur d'emploi. Elle arrête ses activités politiques. 
Elle meurt le 10 décembre 1888.